# Puccinellia nudiflora
Puccinellia nudiflora är en gräsart som först beskrevs av Eduard Hackel, och fick sitt nu gällande namn av Nikolai Nikolaievich Tzvelev. Puccinellia nudiflora ingår i släktet saltgrässläktet, och familjen gräs. Inga underarter finns listade i Catalogue of Life.